# Kampinos (gromada)
Kampinos – dawna gromada, czyli najmniejsza jednostka podziału terytorialnego Polskiej Rzeczypospolitej Ludowej w latach 1954–1972.
Gromady, z gromadzkimi radami narodowymi (GRN) jako organami władzy najniższego stopnia na wsi, funkcjonowały od reformy reorganizującej administrację wiejską przeprowadzonej jesienią 1954 do momentu ich zniesienia z dniem 1 stycznia 1973, tym samym wypierając organizację gminną w latach 1954–1972.
Gromadę Kampinos z siedzibą GRN w Kampinosie utworzono – jako jedną z 8759 gromad na obszarze Polski – w powiecie nowodworskim w woj. warszawskim, na mocy uchwały nr VI/10/9/54 WRN w Warszawie z dnia 5 października 1954. W skład jednostki weszły obszary dotychczasowych gromad Granica, Józefów, Komorów, Koszówka, Kampinos, Kampinos "A" i Wiejca ze zniesionej gminy Kampinos w tymże powiecie.
1 stycznia 1955 gromadę włączono do powiatu sochaczewskiego w tymże województwie, gdzie ustalono dla niej 19 członków gromadzkiej rady narodowej.
31 grudnia 1959 do gromady Kampinos przyłączono obszary zniesionych gromad: Zawady (bez wsi Gnatowice Nowe i Paski) i Krubice (bez wsi Izbiska, Lisica, Maszna, Pawłowice, Stelmachowo i Trzciniec) w tymże powiecie, a także wieś Bieliny ze znoszonej gromady Bromierzyk w tymże powiecie.
Gromada przetrwała do końca 1972 roku, czyli do kolejnej reformy gminnej. 1 stycznia 1973 w powiecie sochaczewskim reaktywowano gminę Kampinos (gmina Kampinos należała do 1952 roku do powiatu sochaczewskiego, a w latach 1952–54 do nowodworskiego).